# 黒田忠次郎

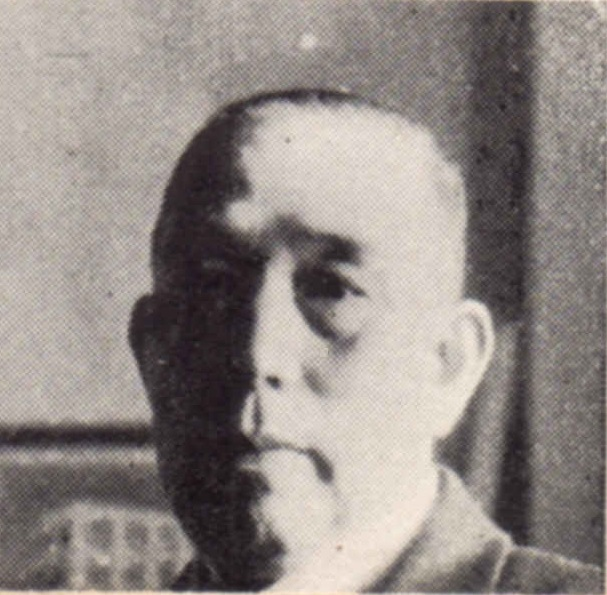
黒田忠次郎

黒田 忠次郎（くろだ ちゅうじろう、1893年2月27日 - 1971年8月4日）は、日本の詩人・俳人。光湖と号する。

## 経歴
東京巣鴨（赤坂ともいう）に生まれる。大倉高等商業学校（現東京経済大学）を卒業後、十五銀行に勤務し、帝国銀行検査役となる。退職後は各種の事業会社の社長を経て、永代信用組合常務理事にいたる。
銀行勤務のかたわら句作に励み、文芸誌『鉄心』『射手』『生活派』などを主宰。

## 詩論と作品
- 最初は岩野泡鳴に師事し、のちに内藤鋠策・水野葉舟・若山牧水の指導を受ける。
- 大正中期に雑誌『射手』により「詩としての俳句」を提唱し、俳壇に新風を起こしたがその後は筆を断った。黒田が主張したのは和歌や俳句にまつわる伝統的な価値を排し、一様の詩としての価値を設定することであった。したがって詩と俳句と和歌の違いは詩形のみとされ、同列水準で論ぜられる[1]。
- 黒田の詩は、和歌俳句の手法を活かし文語の使用を避けない。それは欧風文化に風靡されていた詩壇の時流から離れて古めかしい印象を与える。交流があった金子光晴は「日本人的感情を、自然に、率直に流露させた」黒田の詩を高く評価し、その詩風は「あるいは未来の日に生きるのではないか」と考えていた[2]。
- 同時代の詩人である大藤治郎が私淑していた。

## 著書
- 『現俳壇の人人』（1917年、抒情詩社）
- 『現代名句選』（1917年、射手詩社）
- 『寂寥の家』（1918年、俳句の研究社）
- 『嵐の来る時』（1926年、文正堂出版部）
- 『生活俳句提唱』（1936年、青蘭詩社）